# La Magdalena Yancuitlalpan
La Magdalena Yancuitlalpan är en ort i Mexiko.   Den ligger i kommunen Tochimilco och delstaten Puebla, i den sydöstra delen av landet, 80 km sydost om huvudstaden Mexico City. La Magdalena Yancuitlalpan ligger 2 218 meter över havet och antalet invånare är 2 210.
Terrängen runt La Magdalena Yancuitlalpan är kuperad åt sydost, men åt nordväst är den bergig. Runt La Magdalena Yancuitlalpan är det ganska tätbefolkat, med 62 invånare per kvadratkilometer. Närmaste större samhälle är Atlixco, 16,1 km öster om La Magdalena Yancuitlalpan. I omgivningarna runt La Magdalena Yancuitlalpan växer huvudsakligen savannskog.